# 33575 Joshuajacob
33575 Joshuajacob este o planetă minoră (asteroid) din centura de asteroizi. A fost descoperită pe 10 mai 1999 la Experimental Test Site⁠(d) de Lincoln Near-Earth Asteroid Research. 
Obiectul prezintă o orbită caracterizată de o semiaxă mare de 2,7348395 UAi, o excentricitate de 0,04, o înclinație de 2,53931 ° în raport cu ecliptica.